# Comuna Mîkolaiivka, Sofiivka
Mîkolaiivka (în ucraineană Миколаївка) este o comună în raionul Sofiivka, regiunea Dnipropetrovsk, Ucraina, formată din satele Katerînivka, Katerîno-Natalivka, Mîkolaiivka (reședința), Nazarivka, Neperemojne, Oleksandro-Bilivka, Petrivka, Vilne Jîttea, Volodîmîrivka și Zelene.

## Demografie
Componența lingvistică a satului Mîkolaiivka
     Ucraineană (96,05%)
     Rusă (2,55%)
     Alte limbi (0,55%)
Conform recensământului din 2001, majoritatea populației satului Mîkolaiivka era vorbitoare de ucraineană (96,05%), existând în minoritate și vorbitori de rusă (2,55%).